# Grupo Paraguaçu
Grupo Paraguaçu é, junto aos grupos geológicos Rio dos Remédios e Chapada Diamantina que compõem o Supergrupo Espinhaço e composto pelas formações Mangabeira, Ouricuri do Ouro e Guiné. Foi descrito e nomeado originalmente em 1906 por Derby, ainda nos primórdios dos estudos geológicos da Chapada Diamantina, em Mucugê, região central do estado brasileiro da Bahia.
Forma uma "bacia ampla e rasa de subsidência passiva".
"A denominação de Grupo Paraguaçu foi dada inicialmente aos quartzitos situados abaixo dos conglomerados que Derby chamou de Grupo Lavras, nos primórdios dos estudos geológicos sobre a Chapada Diamantina. Essa denominação foi posteriormente estendida para toda a sequência sotoposta aos quartzitos e conglomerados da Formação Tombador por Kegel (1959), com o nome de lavras média. Embora Lima et al. (1981) mencionem que o nome Paraguaçu não obedeceu aos códigos de nomenclatura estratigráfica," o mesmo acabou se consolidando.